# Annihilation
Annihilation (literalment, "aniquilació") és una pel·lícula de ciència-ficció dirigida pel cineasta britànic Alex Garland que es va estrenar el 23 de febrer de 2018. La història està basada en la premiada novel·la homònima escrita per Jeff Vandermeer l'any 2014.

## Argument
De les mans del director Alex Garland, que anteriorment ja va signar treballs destacats de ciència-ficció de culte, tot i que com a guionista, com ara 28 Days Later (2002), Sunshine (2007) i Ex Machina (2015), treball que també va dirigir, esdevenint la seva primera pel·lícula com a director, i que li va merèixer la nominació als Oscar, en aquesta ocasió, Garland pren les regnes com a director de l'adaptació cinematogràfica d'una de les novel·les més premiades de l'escriptor nord-americà Jeff Vandermeer, que és la primera part de la trilogia Southern Reach, que consta de les següents parts: Annihilation, Authority i Acceptance.
La història relata l'aventura de l'expedició Número 12, un grup format per científiques de diferents àrees del saber, com una biòloga (interpretada per Natalie Portman), una psicòloga (Jennifer Jason Leigh), una topògrafa (Tessa Thompson) i una antropòloga (Gina Rodriguez) per anar a una deshabitada i perillosa regió coneguda com a Àrea X, que roman fortament vigilada per evitar que ningú entri ni surti sense un control exhaustiu. La regió, té la particularitat de tenir unes lleis físiques pròpies, un cop dins, no s'apliquen les lleis de la naturalesa que regeixen a la resta del planeta Terra. La missió de la petita expedició és seguir investigant-i saber el que va passar amb l'expedició Número 11, després de la qual, el marit de la biòloga, era membre de la mateixa, va tornar a un estat físic i mental estranyament alterat.

## Repartiment
En el seu repartiment destaca la presència de Natalie Portman amb el paper de la líder de l'expedició Número 12, Lena, sent la primera gran actriu que el britànic dirigeix. D'altra banda, Garland va tornar a comptar amb dos actors del seu primer gran èxit com a director, Ex Machina, com és el cas de l'actor guatemalenc Oscar Isaac, que aquí exercia el paper d'un excèntric i brillant científic, així com va comptar altra vegada, amb la japonesa Sonoya Mizuno, que exercia el paper de la robot Kyoko, dotada amb intel·ligència artificial limitada.

### Rols principals
- Natalie Portman com a Lena, una biòloga i membre de l'expedició científica Número 12.
- Jennifer Jason Leigh com a la Dr. Ventress, una psicòloga i líder de l'expedició científica Número 12.
- Tessa Thompson com a Josie Radek, una física membre de l'expedició científica Número 12.
- Gina Rodriguez com a Anya Thorensen, una infermera membre de l'expedició científica Número 12.
- Tuva Novotny com a Cass Sheppard, geòloga i geomorfòloga, membre de l'expedició científica Número 12.

Rols secundaris
- Oscar Isaac com a Kane, el marit de la biòloga i membre de l'expedició Número 11.
- Benedict Wong com a Lomax.
- David Gyasi com a Daniel.
- Sonoya Mizuno com a Katie.
  - Mizuno també interpreta l'humanoide.
- Honey Holmes com a Angela Holmes, una científica.
- Bern Collaço com a Bern, un científic.
- Cosmo Jarvis com a Edward Mannering, un membre de l'esquadró d'operacions especials.
- John Schwab com un paramèdic.

## Producció
La pel·lícula es divideix, majoritàriament, entre escenes que ocorren dins de les instal·lacions científiques instal·lades fora de l'Àrea X i, principalment, el que passa més enllà del límit, dins de l'Àrea X. En en aquesta zona, és on els efectes especials són imprescindibles per a reproduir la imaginació que Jeff Vandermeer havia plasmat en els seus llibres per així, donar vida a una mena de submón dins de la Terra, una regió on les lleis físiques conegudes han perdut tot el seu efecte. Garland va declar que «la part de la bellesa (visual) era molt important» i afegint que «Fins i tot quan és ombrívola, i quelcom tenebrós està succeint, hi ha una bellesa bastant evident, i ens esforcem per assegurar-nos que així sigui».
D'altra banda, l'autor de la novel·la que ja va visualitzar escenes de la pel·lícula mentre es realitzaven, va declarar que aquesta adaptació del seu llibre «en realitat, és més surrealista que la novel·la», tot i que posseeix aspectes diferents a l'obra original i ressaltant, com en aquest mateix sentit va deia Isaac, la seva fotografia: «visualment, és increïble» També va destacar, la dualitat de sentiments pel que fa al que es veu en relació al que succeeix, qualificant-lo com «Puc dir-te que és sorprenent, surrealista, extremadament bella, extremadament horrible, i estava tan tens que els nostres cossos se sentien adolorits»

### Filmació
Alguns dels llocs on s'han gravat escenes han estat al Regne Unit, tot i que es va intentar filmar a Florida (Estats Units) però es va descartar pel fet que la seva densa vegetació, visualment, no donaven la imatge d'amplitud que volien plasmar en la pel·lícula.
| País       | Regió        | Lloc               |
| ---------- | ------------ | ------------------ |
| Regne Unit | Berkshire    | Windsor Great Park |
| Regne Unit | Gran Londres | Londres            |
| Regne Unit | Norfolk      | Platja de Holkham  |

### Banda sonora
Alex Garland va confiar la banda sonora al britànic Geoff Barrow, membre del grup musical Portishead, amb qui ja havia treballat, ja que en el 2015 li va encarregar la banda sonora per a la seva primera pel·lícula, Ex Machina. També compta amb la col·laboració del compositor Ben Salisbury.